# Batalha do Cabo Esperança
A Batalha do Cabo Esperança, também conhecida como a Segunda Batalha da Ilha Savo ou Batalha Naval da Ilha Savo (サボ島沖海戦, Sabo-tō Oki Kaisen) segundo fontes japonesas, ocorreu entre os dias 11 de Outubro e 12 de Outubro de 1942, e foi uma batalha naval da Guerra do Pacífico da Segunda Guerra Mundial, entre a Marinha Imperial Japonesa e a Marinha dos Estados Unidos. A batalha foi a terceira dos cinco maiores confrontos navais durante a Batalha de Guadalcanal, e teve lugar na entrada do estreito formado entre a ilha Savo e Guadalcanal, nas ilhas Salomão.
Na noite do 11 de Outubro, as forças navais japonesas na área das Ilhas Salomão, sob o comando de Gunichi Mikawa, enviaram um importante comboio de provisões e reforços às suas forças em Guadalcanal. O comboio consistiu em dois porta-hidroaviões e seis contratorpedeiros, e seu envio foi ordenado pelo contra-almirante Takatsugu Jōjima. Ao mesmo tempo, mas numa operação separada, três cruzadores pesados e dois contratorpedeiros comandados pelo contra-almirante Aritomo Gotō, tentavam bombardear o aeródromo dos aliados em Guadalcanal (chamado pelos aliados Campo Henderson), com o objectivo de destruir os aviões e as instalações da base aérea.
Pouco antes da meia-noite do dia 11 de Outubro, quatro cruzadores e cinco contratorpedeiros norte-americanos, liderados pelo contra-almirante Norman Scott, interceptaram a frota japonesa nas proximidades da ilha Savo, perto de Guadalcanal. Apanhando os japoneses de surpresa, os navios de guerra de Scott afundaram um dos cruzadores e um dos contratorpedeiros inimigos, danificaram seriamente outro cruzador, e feriram mortalmente Gotō, forçando a restante frota japonesa a abandonar sua missão de bombardeio e a fugir. Durante a troca de fogo, um dos contratorpedeiros de Scott foi afundado, enquanto um cruzador e outro contratorpedeiro sofreram importantes danos. Entretanto, o comboio de provisões japonês conseguiu fazer desembarcar a sua carga em Guadalcanal e deu início à sua viagem de volta sem ser descoberto pela frota de Scott. Posteriormente, na manhã de 12 de Outubro, quatro contratorpedeiros japoneses do comboio de provisões regressaram para assistir, na sua retirada, navios de guerra danificados de Gotō. Os ataques aéreos dos aviões norte-americanos de Campo Henderson afundaram dois desses contratorpedeiros, mais tarde, nesse mesmo dia.
Apesar da vitória de Scott, a batalha teve poucas consequências estratégicas imediatas. Apenas duas noites depois, dois couraçados japoneses bombardearam, e quase destruíram, o Campo Henderson, e mais reforços japoneses foram desembarcados com sucesso na ilha.

### Principal
- Cook, Charles O. (1992). The Battle of Cape Esperance: Encounter at Guadalcanal Reissue ed. [S.l.]: Naval Institute Press. ISBN 1-55750-126-2
- D'Albas, Andrieu (1965). Death of a Navy: Japanese Naval Action in World War II. [S.l.]: Devin-Adair Pub. ISBN 0-8159-5302-X
- Dull, Paul S. (1978). A Battle History of the Imperial Japanese Navy, 1941–1945. [S.l.]: Naval Institute Press. ISBN 0-87021-097-1
- Frank, Richard B. (1990). Guadalcanal: The Definitive Account of the Landmark Battle. New York: Penguin Group. ISBN 0-14-016561-4
- Griffith, Samuel B. (1963). The Battle for Guadalcanal. Champaign, Illinois, USA: University of Illinois Press. ISBN 0-252-06891-2
- Morison, Samuel Eliot (1958). «Chapter 8». The Struggle for Guadalcanal, August 1942 – February 1943, vol. 5 of History of United States Naval Operations in World War II. Boston: Little, Brown and Company. ISBN 0-316-58305-7
- Rottman, Gordon L.; Dr. Duncan Anderson (consultant editor) (2005). Japanese Army in World War II: The South Pacific and New Guinea, 1942–43. Oxford and New York: Osprey. ISBN 1-84176-870-7

### Adicional
- Boehm, Roy (8 de março de 1999). «Blood In The Water». Newsweek. Consultado em 14 de junho de 2009
- Hone, Thomas C. (1981). «The Similarity of Past and Present Standoff Threats». Proceedings of the U.S. Naval Institute (Vol. 107, No. 9, September 1981). Annapolis, Maryland. pp. 113–116. ISSN 0041-798X
- Hornfischer, James D. (2011). Neptune's Inferno: The U.S. Navy at Guadalcanal. [S.l.]: Random House. ISBN 0-553-80670-X
- Kilpatrick, C. W. (1987). Naval Night Battles of the Solomons. [S.l.]: Exposition Press. ISBN 0-682-40333-4
- Lacroix, Eric; Linton Wells (1997). Japanese Cruisers of the Pacific War. [S.l.]: Naval Institute Press. ISBN 0-87021-311-3
- Langelo, Vincent A. (2000). With All Our Might: The WWII History of the USS Boise (Cl-47). [S.l.]: Eakin Pr. ISBN 1-57168-370-4
- Lundstrom, John B. (2005). First Team And the Guadalcanal Campaign: Naval Fighter Combat from August to November 1942 New ed. [S.l.]: Naval Institute Press. ISBN 1-59114-472-8
- Miller, Thomas G. (1969). Cactus Air Force. [S.l.]: Admiral Nimitz Foundation. ISBN 0-934841-17-9
- Parkin, Robert Sinclair (1995). Blood on the Sea: American Destroyers Lost in World War II. [S.l.]: Da Capo Press. ISBN 0-306-81069-7
- Poor, Henry Varnum; Henry A. Mustin & Colin G. Jameson (1994). The Battles of Cape Esperance, 11 October 1942 and Santa Cruz Islands, 26 October 1942 (Combat Narratives. Solomon Islands Campaign, 4–5). [S.l.]: Naval Historical Center. ISBN 0-945274-21-1
- Morris, Frank Daniel (1943). "Pick out the biggest": Mike Moran and the men of the Boise. [S.l.]: Houghton Mifflin Co